# (2122) Pyatiletka
(2122) Pyatiletka est un astéroïde de la ceinture principale.

## Description
(2122) Pyatiletka est un astéroïde de la ceinture principale. Il fut découvert le 14 décembre 1971 à Naoutchnyï par Tamara Smirnova. Il présente une orbite caractérisée par un demi-grand axe de 2,40 UA, une excentricité de 0,03 et une inclinaison de 7,9° par rapport à l'écliptique.

## Nom
L'astéroïde a été nommé pour célébrer le 50e anniversaire de l’adoption du premier plan quinquennal pour le développement de l’économie nationale de l'URSS. Le mot Pyatiletka (Пятилетка) est l'acronyme russe de Pjatiletnije plany razvitiya narodnogo khozyaystva, qui signifie « plans quinquennaux pour le développement de l'économie nationale [de l'URSS] ».

## Compléments